# Wasserkraftwerk Altenburg

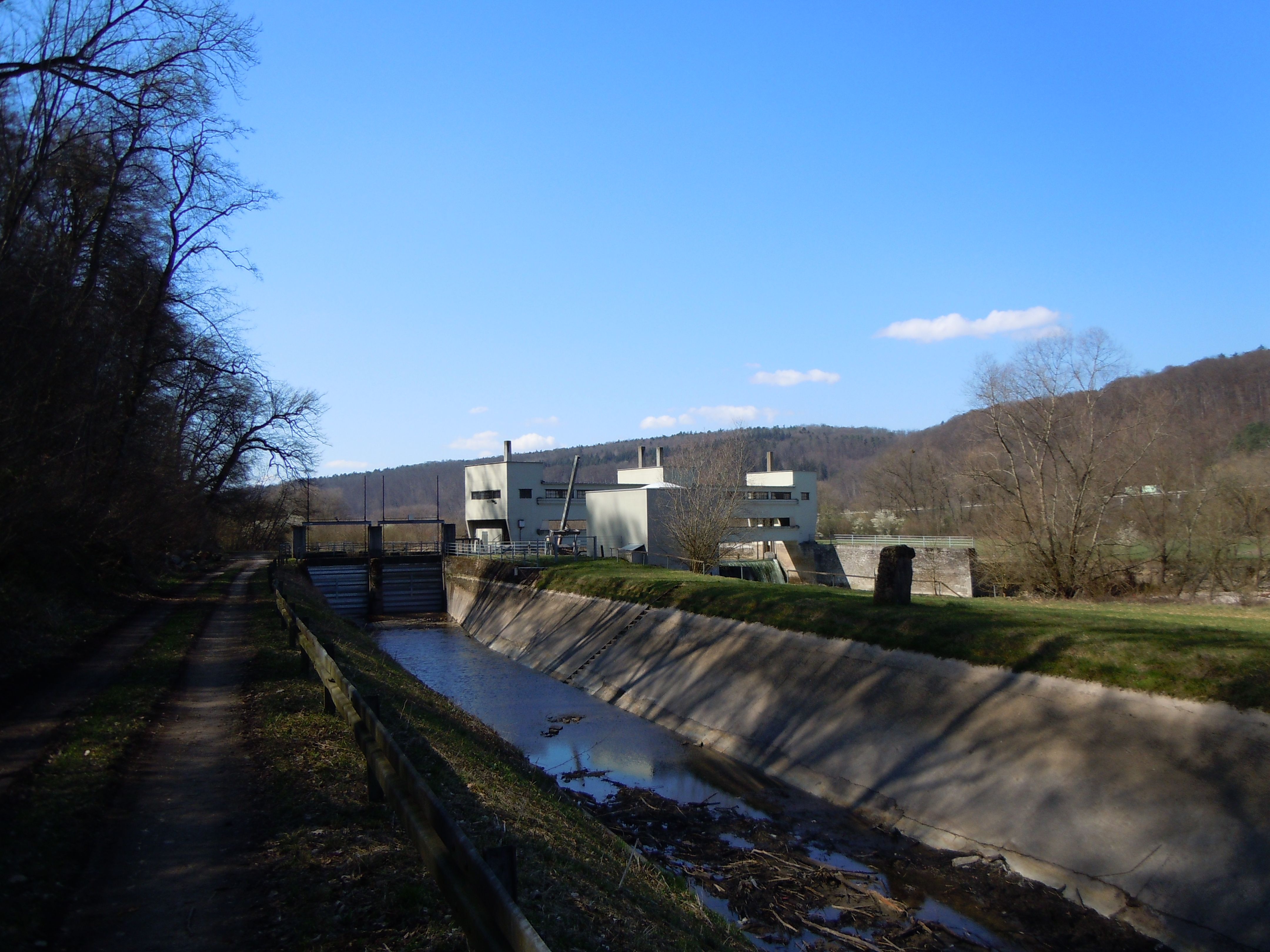
Neckarkanal (nicht geflutet) und Neckarwehr

Das Wasserkraftwerk Altenburg liegt im Reutlinger Stadtteil Altenburg im Landkreis Reutlingen in Baden-Württemberg. Es handelt sich um ein Laufwasserkraftwerk vom Typ Ausleitungskraftwerk. Das zum Betrieb des Kraftwerks benötigte Wasser wird mit einem zweifeldrigen Schützenwehr (Lage) aus dem Neckar ausgeleitet und fließt in einem 1,1 km langen Kanal zum Kraftwerk.

## Geschichte und Technik
Die Anlage wurde 1927 von dem Unternehmen Emil Adolff GmbH & Co. zur Stromversorgung der Spinnereihülsen- und Spulenfabrik in Reutlingen erbaut. Erwähnenswert an der Anlage ist der Überlauf, der kurz vor dem Kraftwerk im Kanalbett eingelassen ist. Eingesetzt werden zwei Francis-Zwillings-Turbinen. Die Anlage hat eine Fallhöhe von 4,7 m und die Leistung beträgt 970 kW. 1993 wurde die Anlage von der Wasserkraftwerk Altenburg GbR übernommen und saniert.